# 黃肅秋
黃肅秋（1911年4月9日—1989年7月1日），名毓霖，字肅秋，吉林榆樹人，「左聯」作家，抗戰時期歷任多所大學任教，1946年赴台任教於台灣師範學院(臺灣師範大學)與台灣大學，受四六事件影響，1949年5月返回大陸，歷任中國國家文化部編審處、國際政治學院、北京大學、中國人民大學，中國人民警官大學教授。

## 簡介

### 左翼愛國學生
1928年就讀燕京大學中文系，1931年九一八事變之後，對於的故鄉淪亡滿腔熱血的黃肅秋組織「東北學生救國演講團」在河北及山西各大都市演講鼓吹救國，1932年畢業後與何培元等加入「左聯」，之後曾前後任教於山東、安徽、江蘇、河北等地十餘所中學，因抨擊時政而遭到特務追緝，1946年加入中國共產黨地下黨組織大學教授聯誼會。

### 赴台任教
1946年，由國學大師郭紹虞介紹到臺灣師範學院及台灣大學任教，1948年4月1日師院學生毛文昌、黃錦鋐、蔡蘭枝創辦《創作》月刊，臺靜農、許其和、周學普等教授皆參與並有作品發表其間，黃肅秋以林莽為筆名，發表多篇新詩及散文，投入心力甚鉅，以創作月刊的內容新舊文學並存，雖僅出版六期，卻是早期台灣重要之純文學作品。

### 四六事件
1948年5月4日，在師大舉辦的五四紀念運動「反飢餓、反內戰、反迫害」，應學生會主席鄭鴻溪之邀在會中演講大聲疾呼:「人為了求生存和自由，飢餓就吃飯，受壓迫就要反抗...水深火熱中的人民在呼喚、在鬥爭，我們已經聽到人民的呼喚，就應該回應而憤然前行。」學生並集體遊行，表達反飢餓、反內戰的訴求，四六事件發生前夕師院生單車雙載遭逮捕引發示威遊行，當時師院學生蔡德本回憶，當局預備抓人，黃肅秋教授已事先獲得消息，告訴蔡德本不要參加遊行。四六事件爆發後，黃肅秋由大公報記者嚴慶澍協助下返回大陸，而嚴慶澍也因報館遭查封而逃往香港。

### 古典文學平民化
返回大陸後，擔任華北大學政治研究所教授，中華人民共和國文化部編審處工作，1951年人民文學出版社成立，在古典文學編輯部工作，編注許多膾炙人口的中國古典文學作品，如《西遊記》、《醒世姻緣傳》等，1966年文革爆發後，因與燕京大學同學周一良及沈心芜昔日照片上署名某某社而被打為反動組織遭到追查，備受折磨，1979年獲得平反後擔任中國人民大學，中國人民警官大學等大學教授，1989年7月1日病逝於北京，靈位安放於北京市八寶山革命公墓。